# Доньяна (національний парк)
Національний парк Доньяна (ісп. Parque nacional y natural de Doñana, англ. Doñana National Park) — це природний заповідник в Андалусії, південна Іспанія, в провінціях Уельва та Севілья. Він займає 543 км², з яких 135 км² є зоною, що охороняється. Парк є зоною болот, дрібних струмків і піщаних дюн в Лас Марісмас, дельті, де Гвадалківір впадає в Атлантичний океан.

## Загальний опис
Він був створений як заповідник у 1969 році, коли Всесвітній фонд дикої природи спільно з іспанським урядом придбав ділянку болот, щоб захистити її. Парк отримав назву на честь донья Ана де Сільва і Мендоса (ісп. Ana Gómez de Silva y de Mendoza), дружини сьомого герцога Медіна-Сідонія.
Національний парк Доньяна має біорізноманіття, унікальне для Європи, хоча воно дещо схоже з національний парком Камарг в дельті річки Камарг у Франції, з яким парк Доньяна є побратимом. У парку представлена велика різноманітність екосистем і притулків диких тварин, включаючи тисячі європейських і африканських перелітних птахів, ланей, іспанських оленів, кабанів, борсуків, єгипетських мангустів та видів, які перебувають під загрозою зникнення, таких як іспанський могильник і рись іспанська. Екосистема постійно знаходиться під загрозою осушення боліт, використання вод річок для збільшення сільськогосподарського виробництва шляхом зрошення землі вздовж берегів, забруднення води річки вверх по течії через видобуток корисних копалин і розширення мережі туристичних об'єктів.
Природний заповідник Доньяна включає в себе Національний парк Доньяна, заснований в 1969 році, і природний парк, створений в 1989 році і розширений у 1997 році, який створив буферну зону охорони під керівництвом регіонального уряду. Два парки, національний і природний, з того часу були класифіковані як єдиний природний ландшафт. Через своє стратегічне розташування між материками Європи та Африки і його близькість до протоки Гібралтар, великий простір солоних болот Доньяна є місцем розмноження, а також перевалочним пунктом для тисяч європейських і африканських птахів (водних і наземних), і взимку налічує багато видів перелітних водоплавних птахів у кількості до 200 000 особей. Протягом року тут можна побачити понад 300 різних видів птахів. Оскільки територія вважається найбільшим заповідником в Європі, кілька різних наукових установ мають тут станцій моніторингу для забезпечення відповідного розвитку суміжних територій і збереження рідкісних видів тварин, що його населяють.
Парк був включений під захист Рамсарської конвенції 04 травня 1982 року. Територія була оголошена об'єктом Світової спадщини ЮНЕСКО в 1994 році. У 2006 році парк зафіксував 376 287 відвідувачів.

## Геологія та геоморфологія

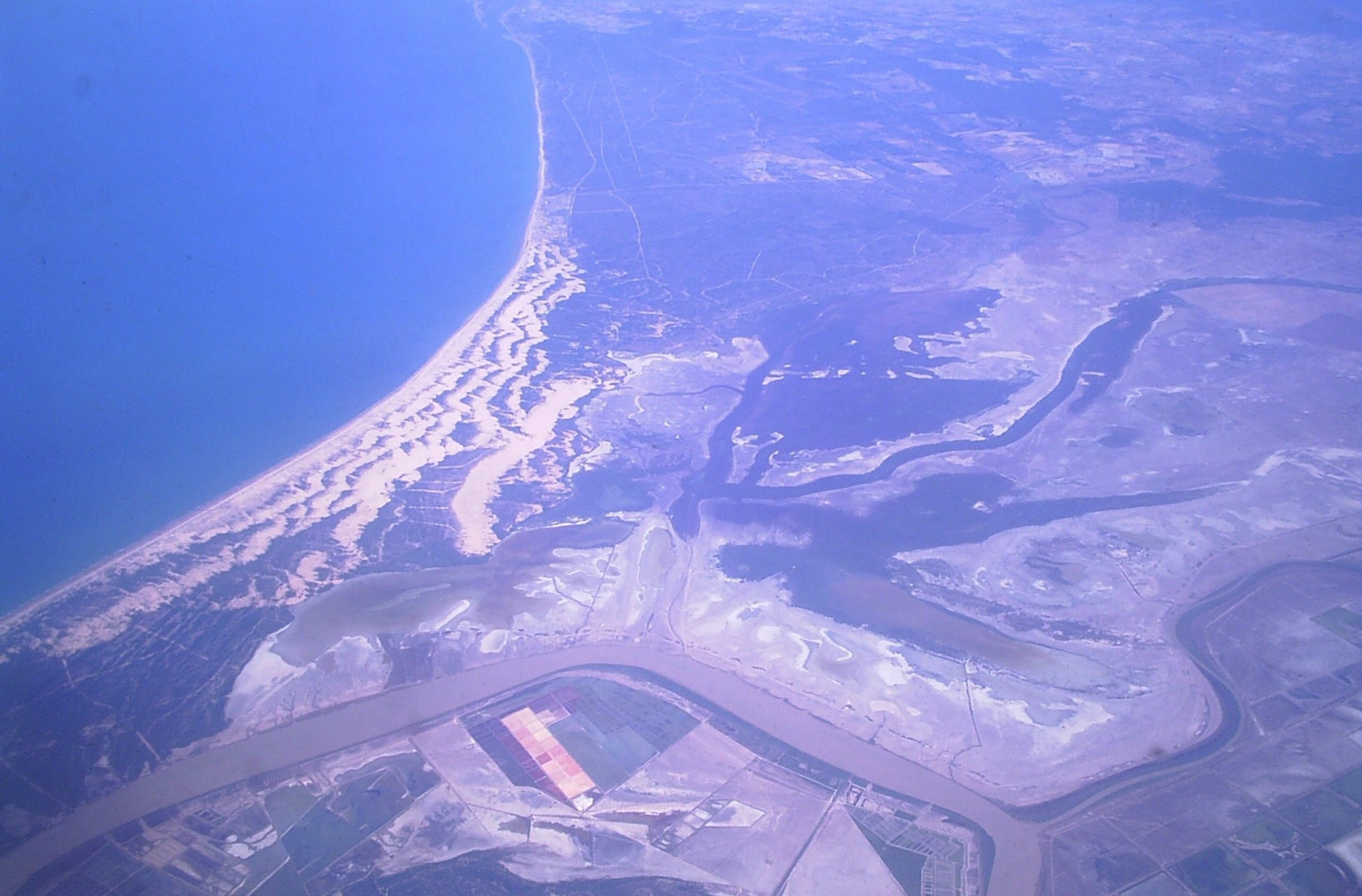
Аерофотознімок Національного парку Доньяна і прилеглих районів

Геологічний профіль території Національного парку Доньяна є наслідком розвитку протягом кількох сотень тисяч років глибокого водоносного горизонту та геоморфологічних особливостей, які мали результатом підвищення біорізноманіття живої природи довкілля в даний час. Після закінчення останнього льодовикового періоду ця територія була покрита прісними і солонуватими болотами, ставками і піщаними дюнами, з деякими вторгненнями моря, викликаними потужними природними явищами, такими як цунамі і великі бурі. Період порівняно швидкого зростання рівня Світового океану в першій частині Фламандського міжльодовикового періоду був пов'язаний з таненням льодовиків, і досяг свого максимального рівня 6 500 — 7 000 років тому. В той час, Національний парк Доньяна і навколишні райони були затоплені, і сформувалась лагуна, пізніше названа римлянами Lacus Ligustinus. Темпи наповнення лагуни зросли за останні 6 000 років, разом з прискоренням зростання піщаних кіс і створення нових внутрішніх пустощей і боліт. Великі пустощі Національного парку Доньяна тепер мають плаский рельєф з деяким внутрішнім западинами, зайнятими тимчасовими або постійними водно-болотними угіддями (місцева назва 'lucios'). Вся територія захищена від моря косою Доньяна — широким піщаним прибережним бар'єром з мобільних дюнних систем, які ростуть у напрямку на південний схід.

## Історія

### Античність

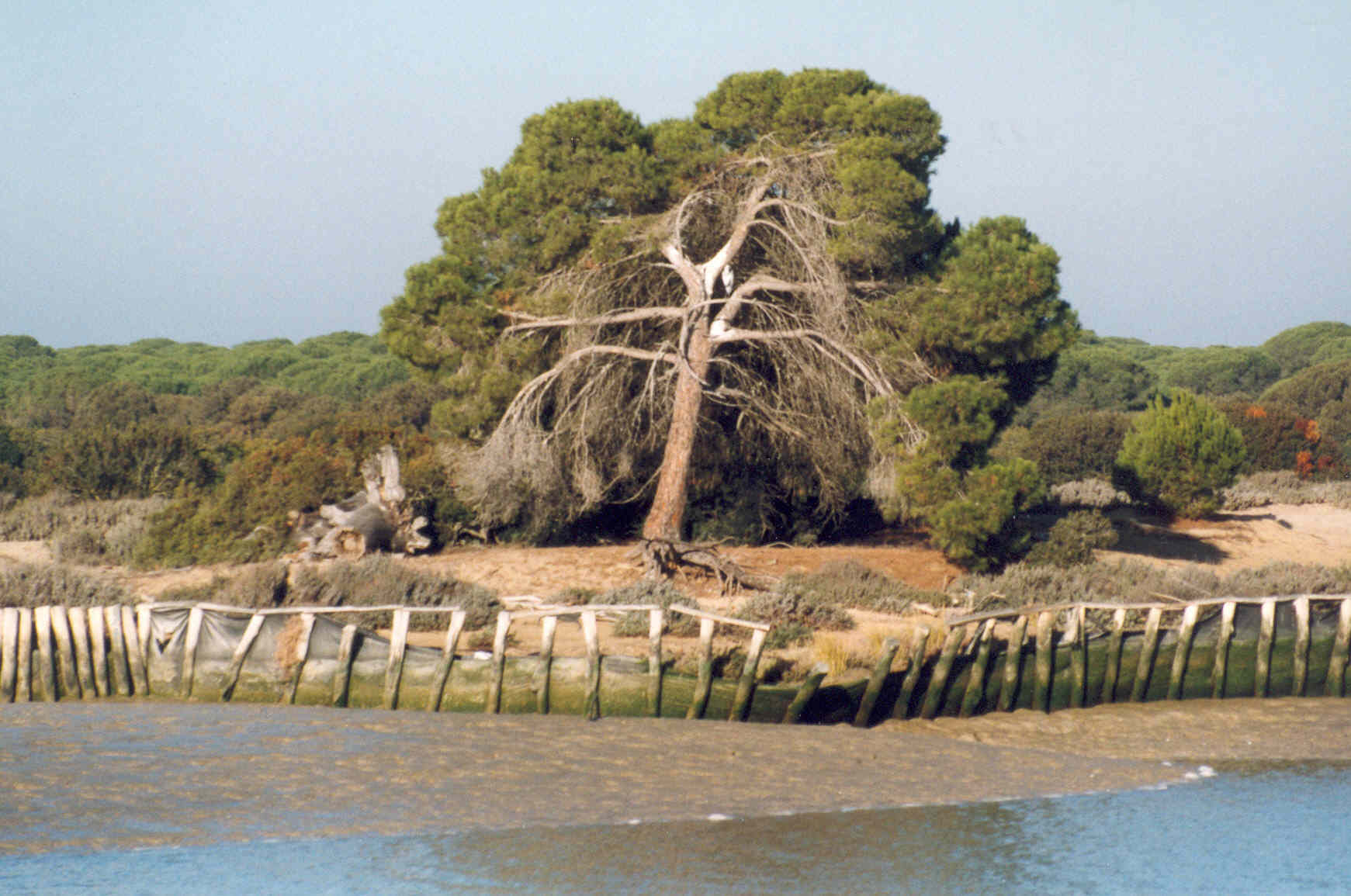
Береги річки Гвадалквівір в Національному парку Доньяна

Хоча рельєф Доньяна є відносно новою землею на геохронологічній шкалі, в цій області бути знайдені залишки неолітичних знарядь. Різні стародавні цивілізації залишили тут свої сліди починаючи з 2 800 років тому, включаючи фінікійців, фокейських греків і, ймовірно, тартессів. У 1923 році німецький археолог Адольф Шультен, у супроводі Адольфа Ламмерера і Джорджа Бонсора, шукав місце стародавньої столиці Тартессу в дюнах Доньяна, але не знайшов нічого цікавого. Ці розкопки були проведені в Серро-дель-Тріго і фінансувались герцогом Таріфа та Денія, який тоді був власником Доньяна. Тим не менш, пізніше стела Вільяманріке була знайдена в сусідньому місті Вільяманріке-де-ла-Кондеса. У 2007 році були проведені дослідження солоному болоті Інохос, або «Марісма де Інохос», провінція Уельва, у намаганні виявити сліди міфічного міста. Серед примітних знахідок були залишки римських поселень, починаючи з 2-го по 5-те століття нашої ери, жителі яких в основному займались рибальством та солінням риби або приготування гаруму. В солоних болотах Гвадалквівіра (ісп. Las Marismas del Guadalquivir), болотистій низині недалеко від лівого берега гирла Гвадалквівіра, тоді було велике внутрішнє озеро, відоме як Lacus Ligustinus на латині. Озеро поступово замулилось відкладеннями, поступившись місцем нинішньому болоту.

### Середньовіччя
У 1262 році, після завоювання васального королівства Ньєбла, король Кастилії Альфонсо X заснував Real Cazadero (королівський мисливський заповідник) в лісі Лас-Рокінас між річками Ріо-Тінто і Гвадалквівір, завдяки великій кількості оленів там, а також завдяки невеликому святилищу Санта-Олалья (не збереглось), на Арройо-де-ла-Рокіна.
В 1297 році, його син Санчо IV дарував Гусману Ель Буено володіння Санлукар, у складі території, розташованої за Аренас Гордас на лівому березі гирла річки Гвадалквівір, яка залишалась в руках дому Медіна-Сідонія більше шести століть. Шляхетний дім був створений у 1369 році, коли Енріке II Кастильський наділив четвертого володаря Санлукара графством Ньєбла. У 1493 році католицькі королі пожертвували частина земель нинішнього села Ель Росіо королівському секретарю, чий син згодом продав його місту Альмонте. До того на території були завезені нові види племінної худоби додатково до місцевих популяцій дикого кабана і оленя, а полювання на вовків заохочувалось в інтересах розведення великої рогатої худоби і коней.

### Ранній новий час
Майже століття потому, Алонсо Перес де Гусман, 7-й герцог Медіна-Сідонія і командир іспанської армади, викупив частину землі. Його дружина, Анна де Сільва і Мендоса, дочка принцеси Еболі, переїхала туди до заміського будинку, що називався «Кото-де-Донья-Ана» (мисливський заказник Доньї Ани), від якого походить сучасна назва «Доньяна»; через багато років будинок був відремонтований як палац. Посилання на використання Кото Доньяна як мисливського будиночку є у перших сроках твору «La Fábula de Polifemo y Galatea» (Байка про Поліфема і Галатею), яку поет-лірик Луїс де Гонгора присвятив графу Ньєбла і в якому він просить дворян призупинити свої мисливські подвиги, щоб почути його вірші. В 1624 р. король Філіп IV Великий зупинявся в маєтку на кілька днів як гість 9-го герцог Медіна-Сідонія і приєднався до деяких великих полювань. Він привіз з собою численні дива, в який увійшли такі предмети розкоші, як сніг з гір для постійних бенкеті, які він проводив на честь герцога. У 1797 році Франсіско-Хосе де Гойя зупинявся в палаці як гість його покровителів, 15-го герцога Медіна-Сідонія і його дружини, 13-ї герцогині Альба. Тут Гойя створив свій «Álbum A» (колекцію малюнків), і, мабуть, малював свої знамениті портрети, La Maja Vestida («Маха одягнена») і La Maja Desnuda  («Маха оголена»), що за чутками зображають герцогиню.

### Пізній новий час, створення Національного парку
Після 1854 р., з виданням обговорення території в трактаті під назвою «Avifauna de Doñana: Catálogo de las aves observadas en algunas provincias andaluzas» («Орнітофауна Доньяна: Каталог птахів, які спостерігаються в деяких Андалузьких провінціях»), авторства Антоніо Мачадо і Нуньєс, громадськість стала цінувати її екологічне значення для багатьох різних видів тварин, які там жили. Відповідно територію відвідали британські натуралісти і мисливці, в тому числі Абель Чепмен і Волтер Дж. Бак, кожен з яких написав книги, які повідомили широку аудиторії в Європі про стратегічне значення Доньяна для перелітних птахів, що прямують в Африку. Пізніше, коли Хосе Хоакін Альварес де Толедо і Каро (1865—1915) став 19-м герцогом Медіна-Сідонія, він успадкував великі борги і для їх сплати був змушений продати різні активи, включаючи Кото де Доньяна, який він продав за 750 000 песет, остаточно відокремивши маєток від благородного роду.
Коли магнат шеррі Вільям Гарвей купив Доньяна від герцога у 1901 році, маєток було закинутий і в стадії руйнування. Гарвей повернув палацу його велич, і після його смерті він перейшов до його брата Джозефа і його племінниці Марії Медіна і Гарвей, яка вийшла заміж за герцога Таріфа, лісового інженера. У 1934 році він перейшов до сестри герцогині Таріфа, Бланки Медіна і Гарвей, яка була одружена з маркізом Боргетто. У 1942 році маркіз продав маєток компанії, створеної Сальвадором Ногера, Мануелем Гонсалесом і маркізом Меріто. П'ятдесят років тому парк був консолідований в природну зону.

### Збереження

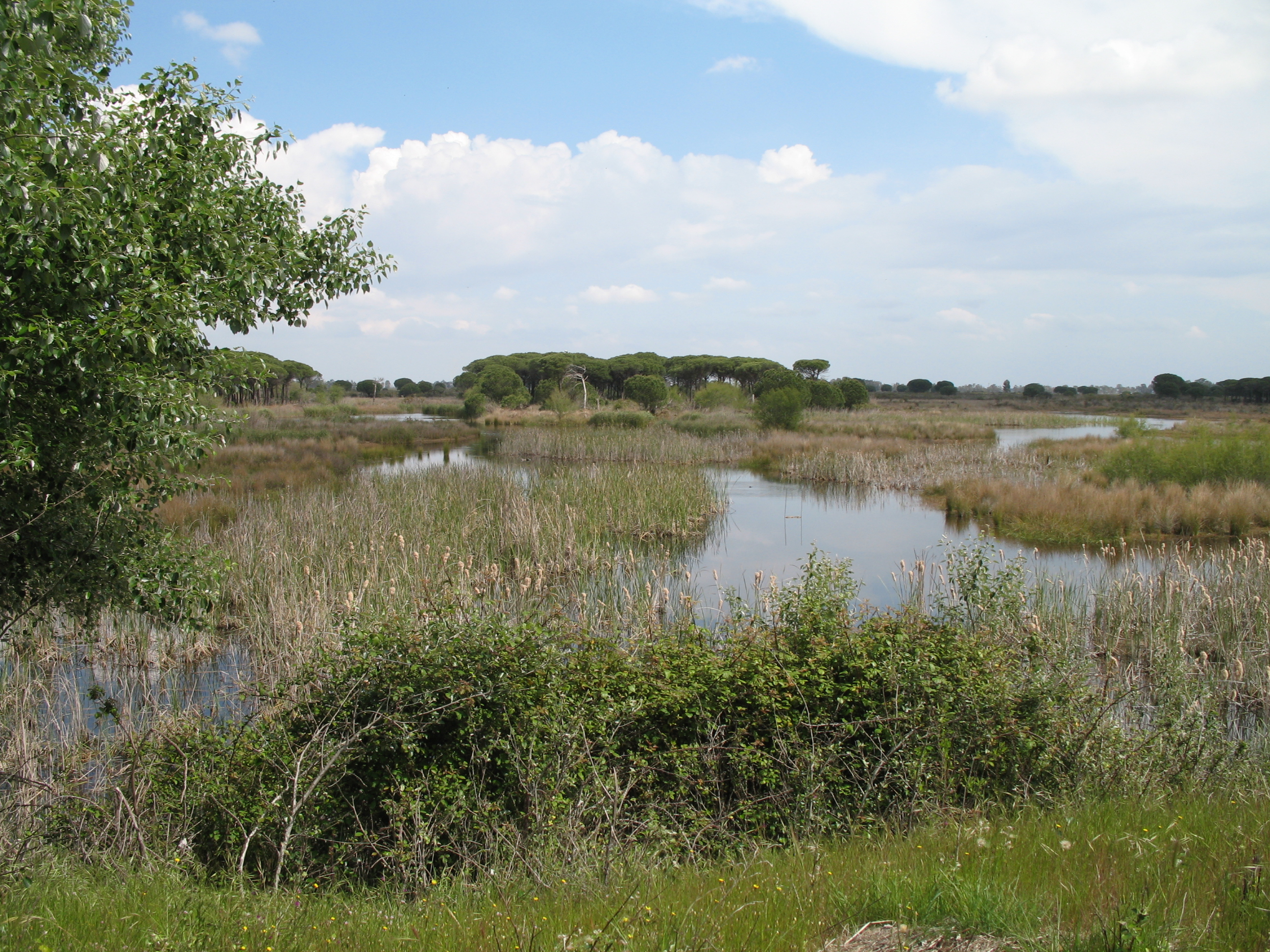
Вид на національний парк Доньяна з центру відвідувачів в Ель Асебуче

Іспанський бізнесмен Маурісіо Гонсалес-Гордон і Дієс, маркіз Бонанза, чия сім'я володіла великим маєтком в Доньяна, зацікавився його екосистемами та птахами, і запрошував орнітологів з усієї Європи його відвідати. У 1952 році іспанські орнітологи Хосе Антоніо Вальверде і Франсіско Берніс побували у маєтку, а Гонсалес-Гордон виступив їх гідом. Вальверде і родина Гонсалес-Гордон побачили, що водно-болотні угіддя, з їх різноманітною живої природи, опинились під загрозою від пропозицій іспанського уряду осушити їх для сільського господарства і посадки евкаліптів. Маурісіо, разом з батьком, попросив Берніса вплинути на іспанського диктатора Франсіско Франко для відмови від планів. Це тріо написало меморандум, який був представлений самому Франко батьком Мауріціо Мануелем. До листопада 1953 року Берніс закінчив доповідь про стан Доньяна, який показав, що територія має виняткову екологічну цінність. Група отримала міжнародну підтримку для своїх цілей. Врешті решт уряд Франко погодився відмовитись від планів на дренаж.
Вальверде очолив першу організовану наукову експедиція в Доньана у 1957 році разом з британськими натуралістами Гаєм Монтфортом, Роджер Пітерсоном і сером Джуліаном Хакслі. Пізніше група європейських експертів щодо природозбереження продемонстрували виняткову важливість району як місця зупинки птахів, мігруючих між європейським і африканським континентами. У 1959 році родина Гонсалес продала частину своєї землі в Доньяна для створення курорту Маталасканьяс. Це стурбувало європейських екологів, і різні установи і анонімні донори запропонувати викупити частину маєтку. Вальверде, Хоффман і Ніколсон, у партнерстві з «British Nature Conservancy», створили асоціацію, яка була організувала міжнародний збір коштів для розширення парку. Кампанія зібрала два мільйони швейцарських франків для покупки 7000 гектарів землі для приєднання до вже подарованої Гонсалес-Гордон. Нарешті, в 1963 році іспанський уряд і WWF викупив частину території і створив перший природний резерват Доньяна, а в 1964 році вони заснували біологічну станцію Доньяна і Іспанську національну дослідницьку раду (ісп. Consejo Superior de Investigaciones Científicas — CSIC) для вивчення біорізноманіття Доньяна та інших екосистем Іспанії.

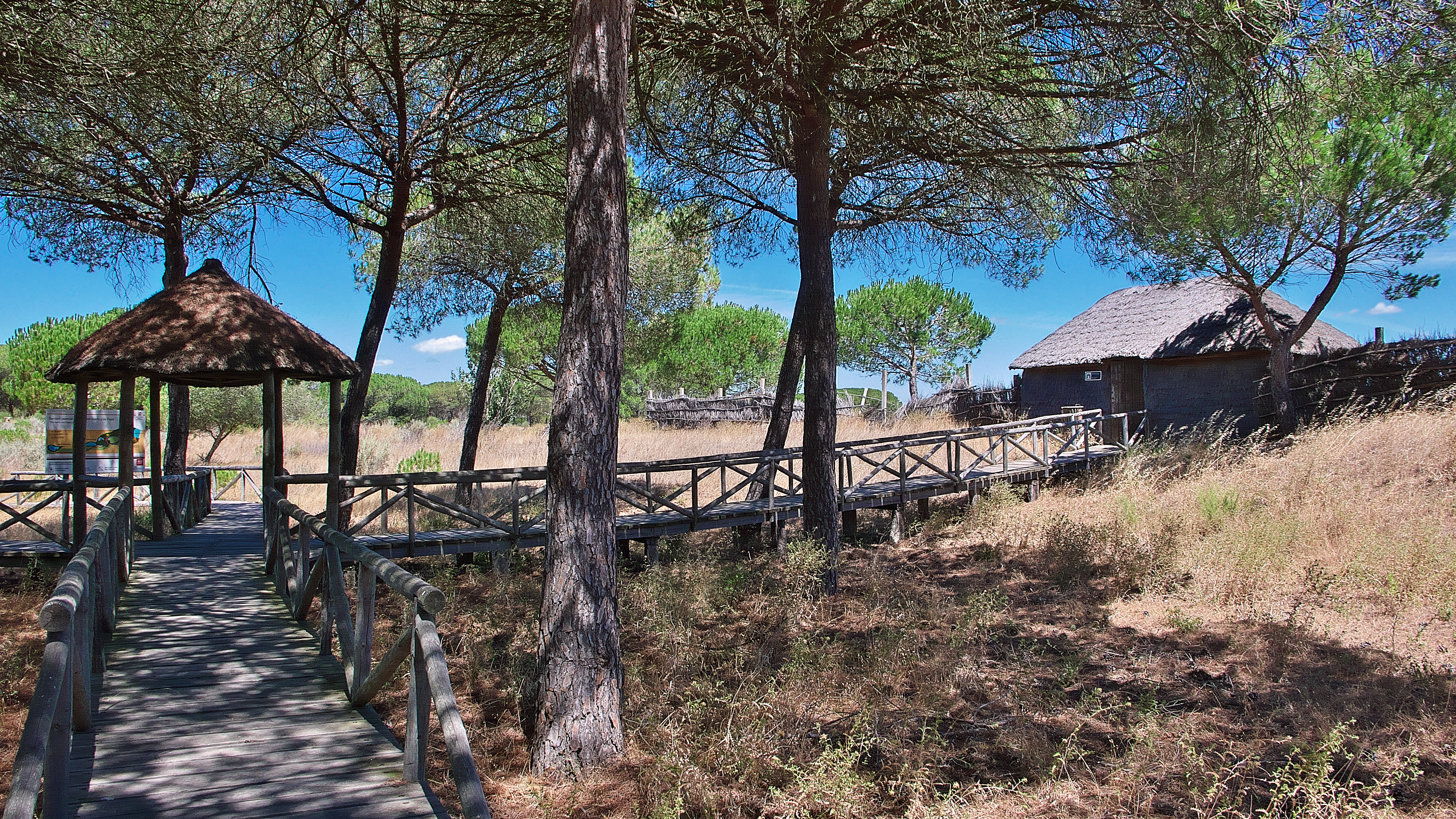
Спостережний пункт Ель Портон

У 1969 році WWF знов об'єднав зусилля з урядом Іспанії для покупки додаткової ділянки у болотах дельти Гвадалквівір і створення Національного парку Доньяна.
У тому ж році указом уряду Національний парк Доньяна був фактично створений, при цьому частина його території належала Міністерству економіки та конкурентоспроможності (ісп. Ministerio de Economía y Competitividad), а частина — приватним власникам. Через десять років охоронювана територія була розширена створенням так званого «Передпарку Доньяна». У 1980 році ЮНЕСКО визнав Національний парк Доньяна біосферним заповідником площею 77 260 га. Зараз загальна площа більша: Основна зона є власне Національним парком Доньяна площею 50 720 га, буферна зона — природний парк Доньяна площею 54 250 га. Висота над рівнем моря коливається від рівня моря до 40 метрів над рівнем моря. У 1982 році парк також був включений в список водно-болотних угідь Рамсарської Конвенції, а в 1989 році Регіональний уряд Андалусії перетворий Передпарк у природний парк Доньяна. У 1994 році Доньяна був включений до Світової спадщини ЮНЕСКО, що дозволило створення умов для здійснення програм збереження та управління екологією в районі. Історично, ці життєво важливі водно-болотні угіддя були постійно під загрозою схем збільшення місцевого сільськогосподарського виробництва і туризму. WWF досі підтримує Доньяна і бореться з пропозиціями по осушенню боліт і надмірному використанню води для зрошення сільськогосподарських земель уздовж узбережжя і розширення мережі туристичних об'єктів.
У 1998 році пару зазнав впливу аварії Асналькольяр (прорив дамби очисних споруд на кар'єрі Лос-Фрайлес компанії Boliden-Apirsa, іспанської «дочки» компанії «Boliden»), коли потік токсичних відходів потрапив до річки Гуадіамар, головного джерела води для парку. У 2000 році після великомасштабної екологічної катастрофи, іспанське Міністерство навколишнього середовища просувало програму «Доньяна 2005», спрямовану на відновлення боліт. У 2006 році обов'язки з підтримання парку були передані уряду Андалусії Королівським Указом від 9 червня; це дозволило обєднати національний і природний парки в єдину «Природну зону Доньяна», розділену на зони з різним ступенем захисту. У 2008 році цей парк став побратимом регіонального природного парку Камарг у Франції, з яким він поділяє антропологічні та етнографічні аспекти.
У 2010 році додаткові 9200 гектарів землі на узбережжі були з метою захисту експропрійовані Міністерством навколишнього середовища. У липні 2012 року ЮНЕСКО схвалило продовження про розширення площі біосферного заповідника Доньяна від 77 260 га до понад 255 000 га і дозволило виконання вимог програми Людина і Біосфера". Це створює перехідну зону, де представлені соціально-економічні інтереси різних муніципальних утворень в регіоні Доньяна.

## Клімат
Парк Доньяна має м'який, типово середземноморський клімат, який характеризується сухим літом і відносно вологою зимою в результаті змін полярного фронту і субтропічного хребта високого тиску. Сезон дощів є проміжним, відбувається навесні і восени; осінню можливі особливо проливні дощі, викликані накопиченням влітку тепла в прилеглих великих водоймах і приходом полярних повітряних мас. А от взимку можуть утворюватись локальні термічні антициклони. Температури досить м'які протягом усього року, а максимальний перепад температур (зима-літо)  становить бл.17 °С. Найбільш суттєвою особливістю клімату є посушлива погода влітку тривалістю від трьох до п'яти місяців, коли переважає субтропічний антициклон.

## Флора
В парку зустрічається багато видів флори: дерева, квітучі рослини і чагарники. Особливий інтерес становлять види Vulpia fontqueran, Tursica Linaria, Juniperus macrocarpa, Micropyropsis tuberosa, Hydrocharis morsus-ranae та Thorella verticillatinundata, багато з них під загрозою зникнення. Немісцеві та інвазивні види, такі як евкаліпт, Acacia longifolia, Gomphocarpus fruticosus, Nicotiana glauca або Carpobrotus edulis, поступово видаляються в доглядачами парку.
Інші відомі види рослин парку (з більш ніж 875 корінних видів екосистеми Доньяна): олеандр, дуб, Erysimum, курай, солонець, Batis, колюче перекотиполе, Ammophila, вересові, лаванда, очерет, миколайчики приморські, Halogeton, гвоздика, Комишівник звичайний, папороть, Cistus salvifolius, Phillyrea angustifolia, Pistacia lentiscus, осокові, пальми, сосни, розмарин, ялівець, Ulex, чебрець і ожина.

### Флора рухомих дюн

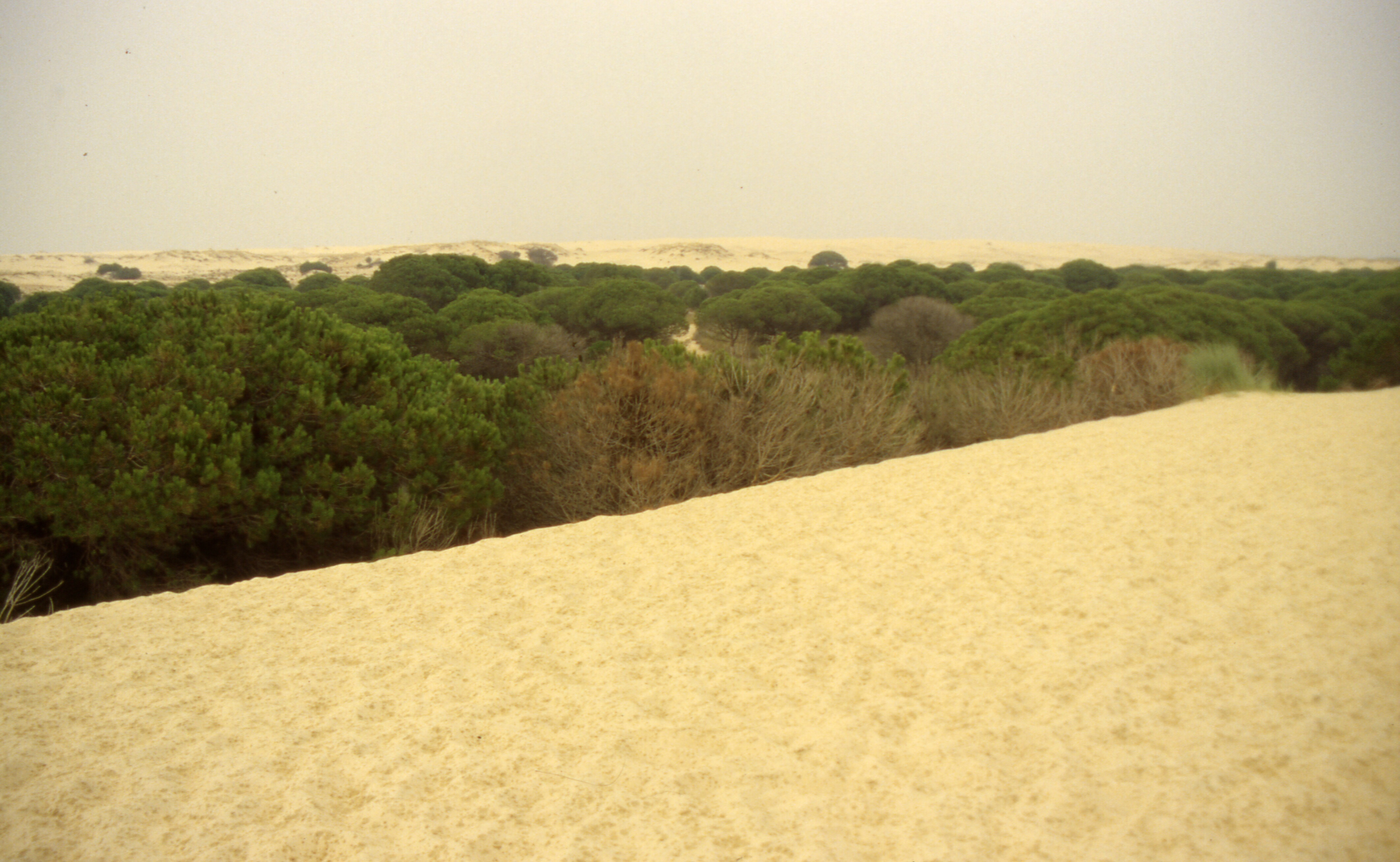
Дюни в парку

Екосистеми рухомих дюн, також відомих як трансдюни, які утворюються при переважаючих південно-західних вітрах, майже не зустрічаються в інших частинах Піренейського півострова. Суворість цієї екосистеми проявляється в адаптації деяких видів рослин до унікальних умов: дюни з піску і ґрунту є непостійними. Поступове поховання рослинності, особливо дерев, які виникають, потім помирають, вбиті повільним рухом піску, є одним з найбільш відомих явищ в береговій зоні парку.

## Фауна
У парку зустрічаються 20 видів прісноводних риб, 10 видів амфібій, 13 плазунів, 37 видів ссавців і 360 не морських птахів, з яких 127 мають сезон гніздування в парку.

### Риби
У Доньяна мешкають рідний риби, такі як вугор, а також інтродуковані види, такі як сазан і щука, яка є серйозною загрозою для місцевих екосистем.

### Рептилії і амфібії
До рептилій і амфібій, виявлених у парку Доньяна, належать:  мідянка жирондська, сліпуноподібні, звичайна ящіркова змія, вуж звичайний, ящірка Podarcis carbonelli, Acanthodactylus erythrurus, прикрашена ящірка, трав'яна жаба, деревна жаба, ропуха звичайна, очеретяна ропуха, часничниця, черепахи, гадюки, малий тритон іспанський, тритон мармуровий, звичайний гекон, болотна черепаха європейська, хамелеон звичайний.

### Птахи

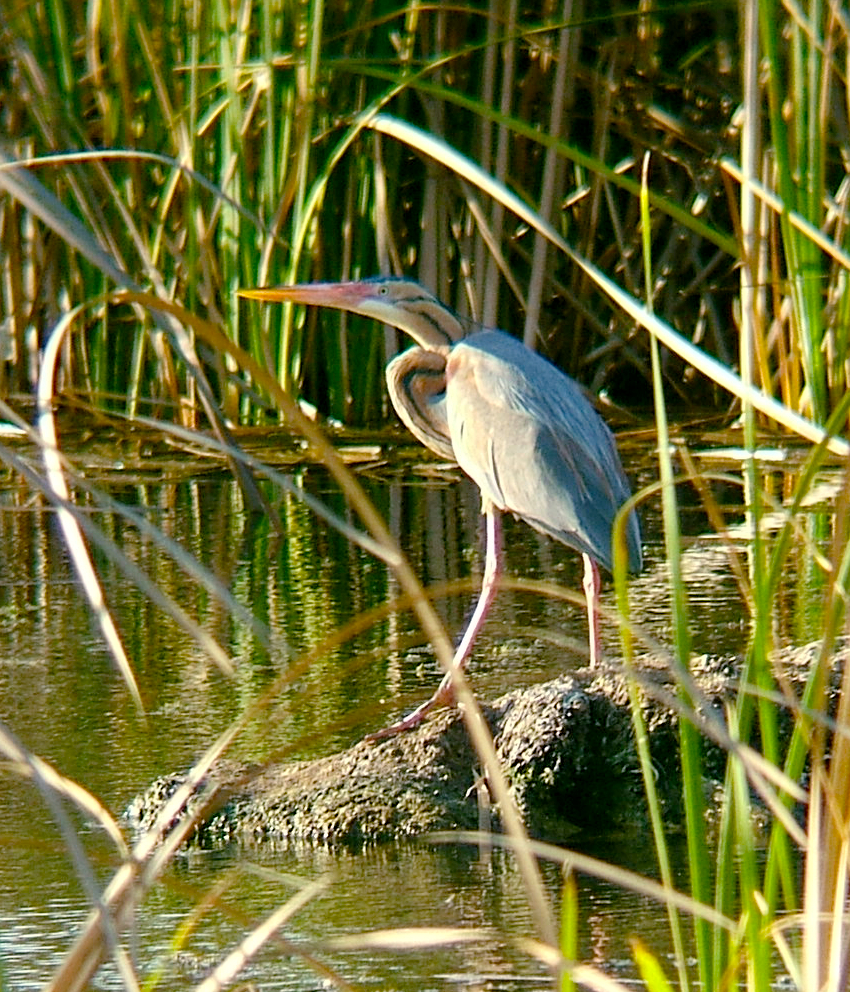
Руда чапля

Окремі види птахів, що населяють парк: щурка, одуд, тинівка лісова, шуліка, кульон, нерозень, крижень, свищ, бекас, грицик великий, орел-могильник, орел-карлик, змієїд, яструбовий орел, лунь лучний, лунь очеретяний, лунь польовий, сорокопудові, жайворонок, гуска сіра, гуменник, коловодник звичайний, Vanellinae, вухата сова, сип білоголовий, чорний гриф, велика очеретянка, чирянка мала, білий лелека, чорний лелека, кулик-довгоніг, пісочник великий, пісочник морський, баклан, ворона чорна, зозуля, Fulica cristata, баранцеві, перепілка, горихвістка звичайна, горихвістка чорна, підсоколик малий, шпакові, крячок білощокий, крячок чорний, чапля, чапля жовта, мартин сріблястий, мартин сіроногий, мартин звичайний, руда чапля, сіра чапля, ластівка сільська, ластівка даурська, горобцеві, галка, осоїд, сапсан, синицеві, щиглик, зимородок, чорний шуліка, червоний шуліка, дрізд чорний, коровайка, чапля єгипетська, бугай, Бугайчик, мала біла чапля, біла плиска, жовта плиска, султанка, вальдшнеп, припутень, широконіска, вільшанка, в'юркові, дятел, курочка водяна, попелюх, мала поганка, дрізд-омелюх, дрізд співочий, сорока, стриж, зеленяк, вивільга, очеретянка середземноморська, соловейко, хохітва, пірникоза велика, галагаз, мухоловкові (сіра мухоловка, строката мухоловка тощо), чернь чубата, чернь білоока, канюк, звичайний канюк, синьга, малий жайворонок, трав'янка, крохаль, золотомушка червоночуба, крячок чорнодзьобий, пастушок, вівсянка, очеретяна вівсянка.

### Ссавці
У парку зустрічаються олень, заєць, їжак європейський, генета, дикі коти, дикі кабани, рисі, соні, мангустові, кажани, великий підковоніс, землерийка, видра, миша, тхір, лисиця, борсук, водяний щур, чорний щур, вечірниця мала.

#### Іспанська рись

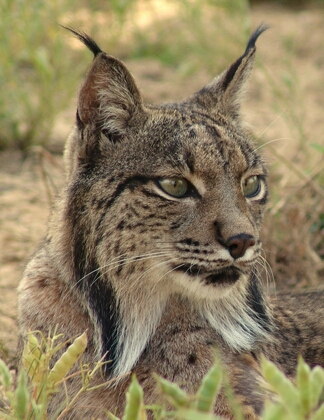
Рись іспанська, один зі знакових видів парку

Рись іспанська, чий ареал проживання обмежений Піренейським півостровом, є однією з найбільш рідкісних великих кішок. Різке скорочення чисельності популяції через скорочення рибних запасів, які є її основним джерелом харчування, призвела до її включення до охоронюваних видів в 1966 році. Єдині збережені колонії іспанської рисі розташовані у природних парках Сьєрра-де-Андухар і Кардена (Монторо) та Доньяна; інші материкові колоній колишніх часів вважаються втраченими. У Португалії зусилля з відновлення їх середовища існування призвели до створення природного заповідника Сьєрра-Малката.
Розплідник Асебуче в Доньяна розробив програму розведення рисі у неволі, яка домоглася виживання одинадцяти особей, які народилися в центрі, і більше тридцяти захоплених в парку, чиє виживання було інакше сумнівно. Цим зусиллям по збереженню загрожує висока смертність серед кішок і неодноразові порушення законів, що забороняють доступ автомобілям в парк та інші не зовсім зрозумілі причини. Нестабільна ситуація виживання цієї тварини стала знаковим символом парку для широкої публіки.

#### Коні
У парку Доньяна є дві корінних породи коней: болотний кінь (ісп. Marismeño, десь 1050 особин) і кінь ретуерта (ісп. Caballo de las Retuertas de Doñana, 60—140 особин); остання є однією з найдавніших європейських порід, яка датується можливо 1000 р. до н. е., і єдиною, яка мешкає в дикому середовищі і ізольована від інших популяцій.

#### Верблюди
Протягом 19-го і 20-го століть, стадо здичавілих верблюдів кочували по території заповідника. Вони могли потрапити туди в часи Арабського завоювання Іспанії в 8 столітті, або вони могли втекти зі стада, яке використовував маркіз де Моліна як в'ючні тварини в 1829 році. У 1950-ті роки було залишилось лише вісім особей, і їм також загрожували браконьєри. На початку 1960-х років лишалось лише три, але додаткові верблюди були випущені на волю після того, як використовувалися при зйомках фільму «Лоуренс Аравійський» в 1962 році.

## Природний парк Доньяна: Передпарк
- Абаларіо–Асперільо. Прибережна зона на захід від національного парку, від Маталасканьас в Мазагон, утворює прямокутник 25 км в довжину і приблизно 5 кілометрів вглиб від берега і складається з поля дюн, кількох стародавніх лагун і боліт, а також великого лісового масиву із сосен і евкаліптів. Вона є прихистком для багатого тваринного світу, в тому числі іспанської рисі. Ця зона включає в себе міста Маталасканьас і Масагон, а також випробувальний центр Ель Ареносільо (стартовий майданчик для суборбітальних ракет), але оголошення зони національним парком заблокувало будівництво великого урбаністичного проекту на захід від міста Маталасканьас.
- Передпарк Норте–Пінарес де Інохос (Північні передпаркові соснові ліси Інохос) простягається на північ від Національного парку від Ель Росіо до Інохос, з ділянками болот і лісів. Пінар дель Пінто в Кото-дель-Рей,[38] між Асналькасар і Вільяманріке-де-ла-Кондеса, є домом для декількох видів хижих птахів.
- Передпарк Есте–Бразо де ла Торре-Ентремурос. Територія на схід від Національного парку, між Бразо де ла Торре і Гвадалквівір, з болотами і каньос (припливними каналами, які простягаються у замулені болотні землі). Це приваблює птахів, які мешкають Доньяна протягом літа і протягом зим, в які відбувається посуха. Частина боліт були перетворені на ділянки для вирощування рису.

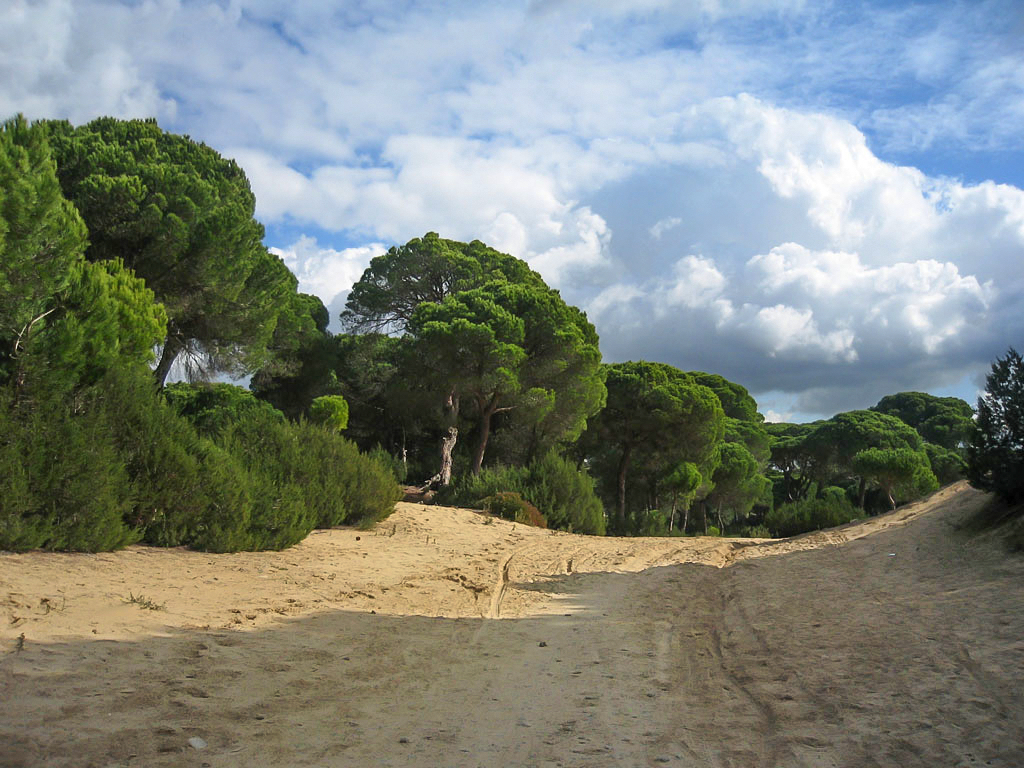
Пінар де ла Алгаїда

- Пінар де ла Алгаїда–Марисмас де Бонанза. Територая на південний схід від Національного парку і на північ від Санлукар-де-Баррамеда на лівому березі річки Гвадалквівір, яка включає в себе великий лісовий масив із сосен і боліт у Салінас. Ці болота є єдиними, які як і раніше затоплюються припливами (всі інші поповнюються виключно струмками прісної воді і дощем), а тому тут можна побачити фламінго і шилодзьобок. «Алгаїда» — це слово арабського походження, що означає взагалі будь-яке місце, покрите деревами і чагарниками.[39] Ель Пінар де ла Альгаїда знаходиться поруч з Тесорильо, святилищем, присвяченим жіночому божеству Астарті, і розкопками колишньої римської криниці Каверос.[40] Внесення нових видів тварин практикується в Альгаїда з початку 19 століття, і зараз тут є велика колонія чорного шуліки.[41]

## Екологічні проблеми
Після катастрофи греблі Асналькольяр 1998 року, зросла обізнаність громадськості про екологічні ризики, яким піддається сільська місцевість. Різні дослідження впливу на екологію та екологічні групи неодноразово попереджають про проблеми, які загрожують флорі, фауні, водам і ґрунтам регіону. Хоча тиск урбанізації і її різні вимоги до місцевих екосистем були проблемою протягом багатьох років, це не єдиний фактор ризику. ЮНЕСКО вже декілька разів розглядала включення парку до «Переліку об'єктів Світової спадщини в небезпеці», але на цей час він туди не включений.

### Вплив інфраструктури
Існує ряд проблем, пов'язаних з інфраструктурою поряд з парком. Проект будівництва нафтопроводу між Естремадура і портом Уельва був підданий критиці з боку екологічних організацій, які стверджують, що це суттєво збільшить танкерні перевезення в цьому районі, що пов'язане з ризиком нафтових розливів. Часті днопоглиблення річки Гвадалквівір, щоб дозволити прохід суден у порт Севільї, стали причиною серйозних порушень біодинаміки гирла. «Адена» (ісп. Associación de defensa de la naturaleza, Асоціація по захисту природи), іспанське відділення WFF, зв'язало прохід таких суден з введенням нових тварин у місцеві екосистеми (при скиді баластних вод, що містять екзотичні види).

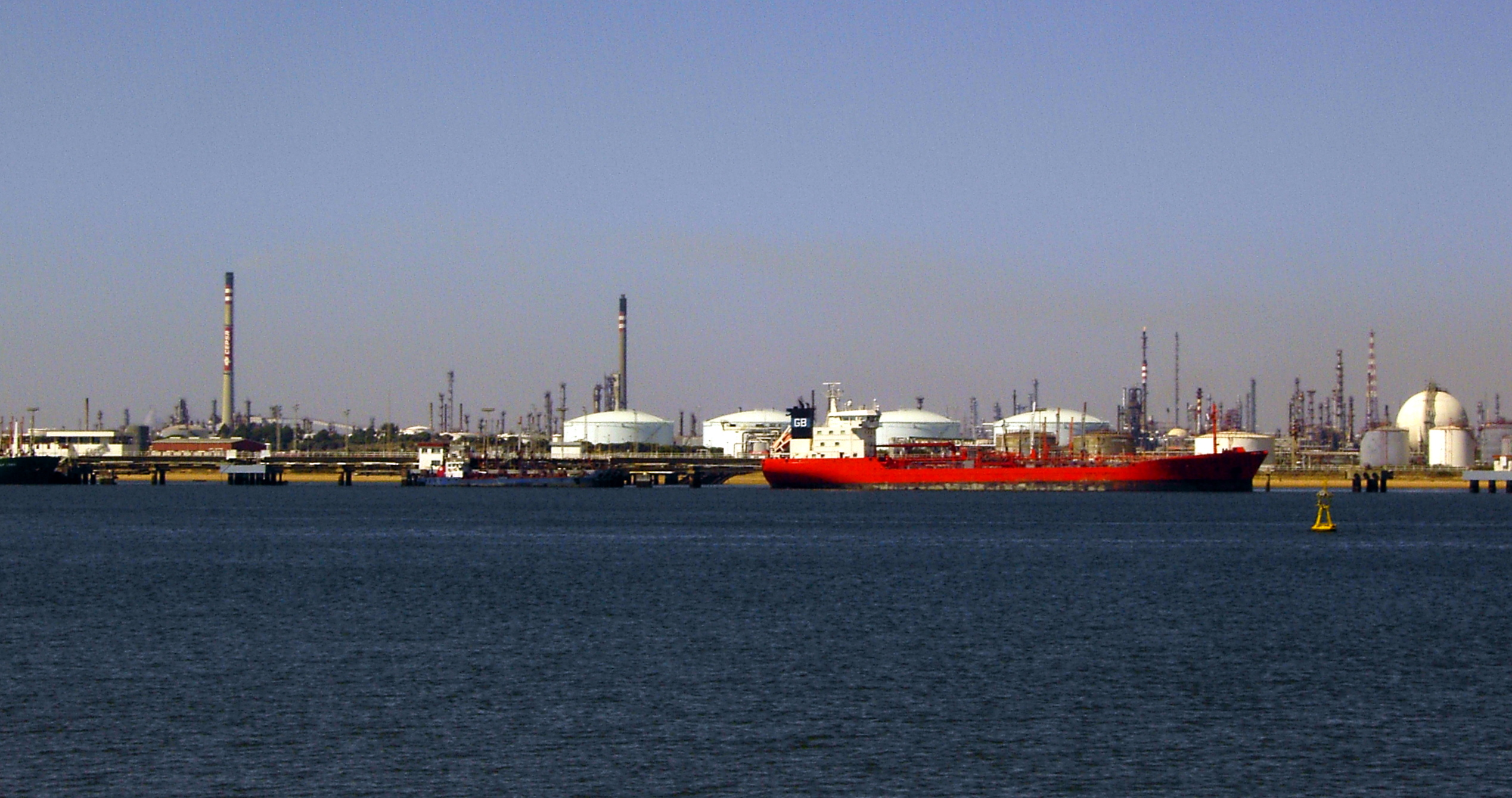
Порт Уельва

Порт Уельва, в декількох кілометрах від природного парку, є однією з головних екологічних загроз. Франциско Белла, сенатор і колишній мер міста Альмонте провінції Уельва, вважає абсурдним, що проект газопроводу був затверджений у той час, як національний уряд і регіональний уряд Андалусії інвестують в поновлювані джерела енергії. Як мер Альмонте, він зазначив труднощі здійснення політики сприяння зайнятості населення поряд з парком: (переклад) «…ми знаємо майже все про мурашку та рись, але потрібно знати, як розвивається зайнятість в Доньяна.» Аналогічну до Белли позицію щодо водопроводу, висловив Гінес Мората, біолог і колишній голова Ради участі в Доньяна (ісп. Consejo de Participación de Doñana) — він вважає, що проект, який передбачає проходження сотні нафтових танкерів на рік, які будуть вивантажуватись біля національного парку Доньяна, призведе до збільшення ймовірності розливів нафти.

### Надмірна експлуатація водних ресурсів
Інша екологічна проблема — це забір води для поливу, значною мірою нелегальний, який подвоївся з кінця 1980-х років, для підтримки вологолюбних культур, таких як бавовна, рис і більш недавно полуниці. Останні вирощуються в теплицях, орієнтовною площею під пластиком між 4500 і 6000 га в оточенні Доньяна, що виробляє понад 60 % іспанського врожаю полуниці. Створення незаконних свердловин для зрошення черпає воду з підземних водоносних горизонтів є поширеним, попит на воду з прилеглих житлових комплексів і неправильне використання водних ресурсів довколишніх річок також може позначитися на гідрології парку. Інші потенційні ризики включають засолення в результаті зміни клімату: проникнення солоної води з Атлантики поставить під загрозу кілька видів тварин. З іншого боку, може також виникнути опустелювання. Щоб запобігти цьому, нещодавно Радою провінції Уельва був затверджений проект перекидання води з системи Чанза-Стоунс.

### Вплив сільського господарства
У 2007 році Всесвітній фонд дикої природи попередив, що полуничні ферми в околицях парку, де виробляються 95 % іспанської полуниці, погрожують нанести катастрофічний збиток парку, виснажуючи навколишні ґрунтові води, зокрема там, де незаконно пробурених свердловин були задіяні, а також створюють значне пестицидне забруднення навколишнього середовища і забруднення пластиковими відходами, які акумулюються в місцевих струмках; агенція AFP також повідомила, що WWF закликає до бойкоту іспанської полуниці, але це суперечило коментарям представника WWF-Іспанія, і взагалі нехарактерне для WWF.

### Катастрофа Асналькольяр
25 квітня 1998 року прорвало захисну дамбу шахти Лос-Фрайлес, яка управляється гірничодобувною компанією Boliden-Apirsa, поруч з Асналькольяр, провінція Севілья, і витекло 4-5 млн м³ шахтних відвалів. Кислі відвали, які містили небезпечні рівні деяких важких металів, швидко досягли прилеглої річки Агріо, а потім її притоки річки Гуадіамар, і просунулись близько 40 кілометрів уздовж цих водних шляхів (досягнувши передпарку), перш ніж вони могли бути зупинені. Операція з очищення тривала три роки і коштувала орієнтовно €240 мільйонів. Хоча розлив був уповільнений дамбами і відведений через Гвадалквівір до моря, вразливість екосистем Доньяна перед такими екологічними катастрофами була очевидна.
Для забезпечення сталого розвитку як у сільській місцевості, так і в прилеглих провінціях, а також в цілях протидії майбутній екологічній загрозі, Міжнародна комісія експертів зустрілася в 1992 році, щоб запропонувати рішення, і підготувала План сталого розвитку Доньяна і його околиць.

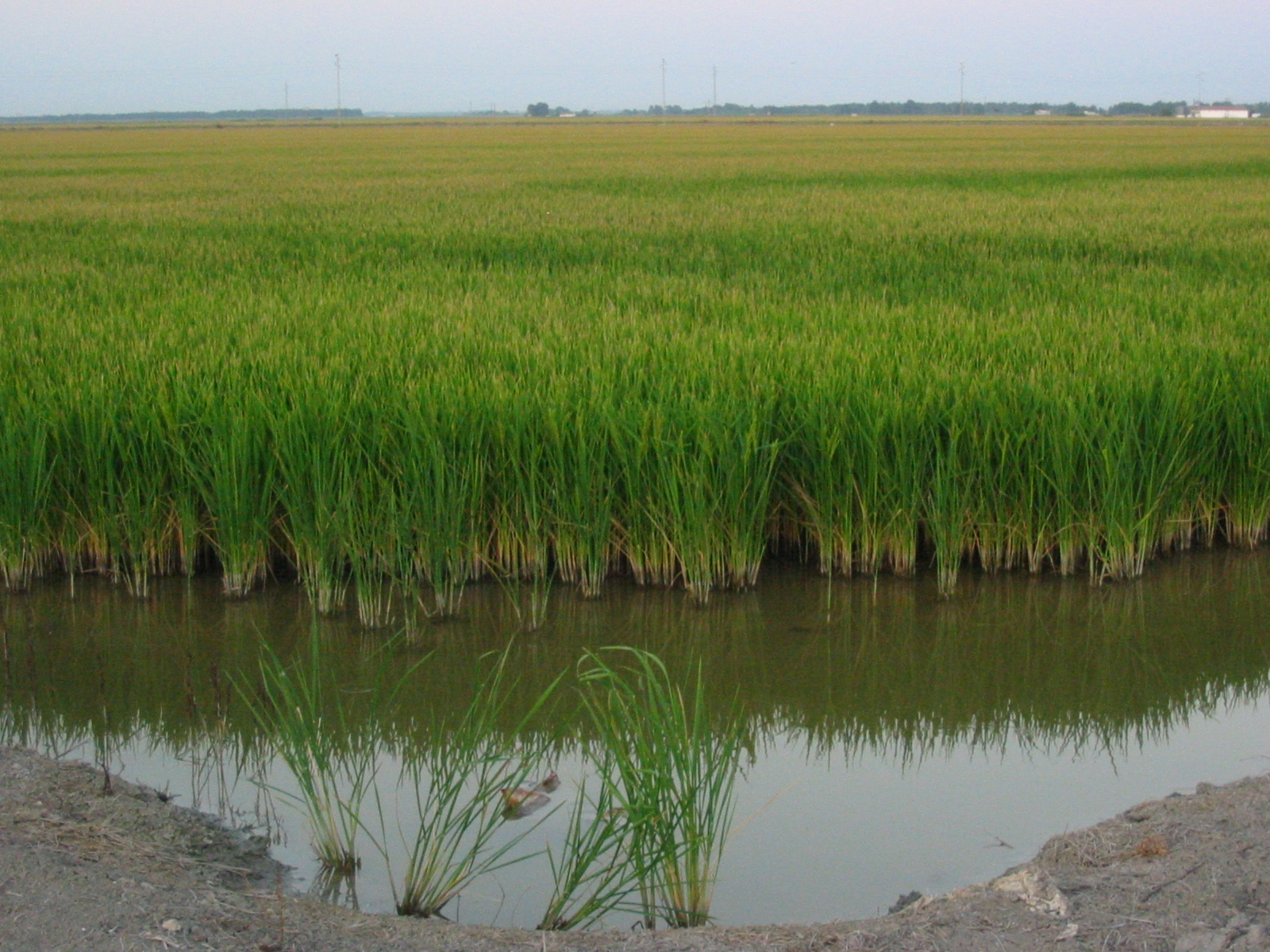
Рисові поля в Лас Марісмас, поруч з Ісла-Майор

Це фактично стало місією «Doñana 21 Foundation», створеного в 1997 році як стратегічне партнерство між Радою управляючих регіонального уряду Андалусії та ощадних банків Ель Монте, Сан Фернандо і Унікаха. План встановив однією зі своїх цілей просування дій, корисних для природного середовища, зміцнення співробітництва національних і європейських органів влади і різних організацій, зацікавлених в парку, економічно чи інакше, для сталого розвитку регіону (напр., заохочуючи органічне вирощування рису). З тих пір представники агенцій Ради, установи, підприємства, профспілки і природоохоронні організації, такі як WWF, об'єднали ресурси і співпрацювали у досягненні своїх цілей.

### Трубопровід
У 2013 році будівництво нафтопроводу в безпосередній близькості від парку було санкціоновано іспанським Міністерством сільського господарства, продовольства і навколишнього середовища.

### Паломництво Ель Росіо та екологічні проблеми

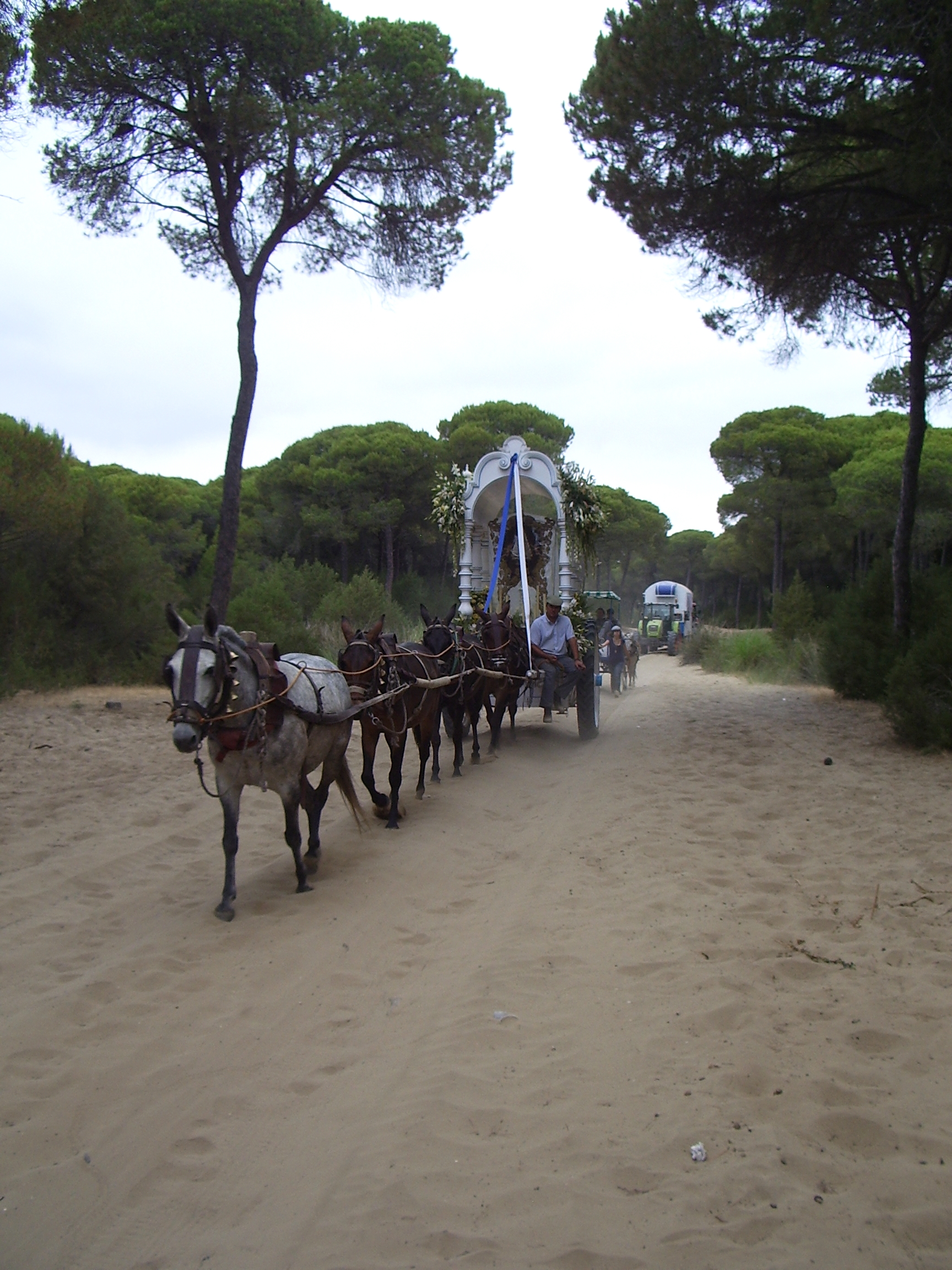
Повозка з Simpecado (банером з символікою, що показує образи Святої Діви Марії) перетинає Кото Доньяна під час повернення з паломництва в Ель Росіо, в травні 2009 року.

Муніципалітет Альмонте, а отже і парк, розташовані в області, в якій публічні прояви релігійності були постійними протягом століть. Божества природи і вода шанувалися древніми Іберами, напр. культ Кібели. Культові ритуали, багато в чому схожі на нинішній урочистості «Росієрас», були швидко асимільовані ранніми християнами цих земель в їх літургії. Вони збудували тут невелику базиліку (нині неіснуючу), але богослужіння на честь Діви Марії були інституціоналізовані переважно лише після відвоювання території у маврів в 1262 році. Десь у 1270—1284 роках Альфонсо Х реконструював Церкву Св. Марії Росінас, а в 1337 році Альфонсо XI зробив першу літописну згадку про культ Марії в регіоні.
Образ Богородиці в скиті Ель Росіо (ісп. Hermitage of El Rocío) датується 13-м століттям, хоча поточна іконографія, яка представляє Діву як леді королівського двору, була встановлена наприкінці 16 століття, по моді того часу. Популярність культу Діви дель Росіо в наш час піднімає занепокоєння з приводу впливу щорічного паломництва на природне середовище парку.
Парк використовується паломниками на їх шляху до Ромерія-де-Ель-Росіо. Оскільки ця подія приваблює мільйон паломників щороку, це має суттєвий негативний вплив на екосистеми парку. Переповнення паломниками у певні дати не тільки в селі Ель Росіо, де розташоване святилище, але також в місцях усередині та за межами парку, таких як Піара дель Асебучал, міст Ахолі, Бока-дель-Лобо і дорога Могер. Це дає парку додаткові прибутки і відомість, але вимагає посилених ресурсів служб парку для запобігання пожежам і загального спостереження, а також чинить значний негативний вплив на навколишнє середовище (наприклад, підвищена небезпека пожеж, позашляховики руйнують чутливі ґрунти і т. д.), який засуджується екологами.

## Біологічна станція Доньяна
Біологічна станція Доньяна — це центр, присвячений вивченню екології землі. Він був створений в 1964 році спільно іспанським урядом і Всесвітньою федерацією охорони дикої природи для підтримки наукових досліджень на місцеві екосистеми; в ході дослідження стан інших національних і міжнародних екосистем також вивчається. Станція, як адміністративне та наукове агентство під егідою іспанської Національної дослідницької Ради (ісп. Consejo Superior de Investigaciones Científicas), керує науково-дослідним центром в Севільї, біологічним заповідником Доньяна в Альмонте, і польовою станцією в природному парку Сьєррас-де-Касорла, Сегура і Лас-Вільяс в провінції Хаен. Після того, як Всесвітній фонд дикої природи був створений в 1961 році, одним із його найперших дій було придбати 6 794 га у маєтку в Доньяна «Лас Нуевас» 1963 року, які він потім передав в Національній дослідницькій раді. Остання оголосила територію біологічним заповідником і в 1964 році побудувала Біологічну станцію Доньяна. WWF в 1968 році придбав ще одну частину Доньяна площею 3 214 га, яка пізніше отримала назву «Біологічний заповідник Гуадіамар».

## Збори кобил
Ще одним важливим заходом з багаторічним зв'язком з парком є «Збори кобил» (ісп. La Saca de las Yeguas), що стосуються корінних напівдиких коней (породи «болотний кінь») солончаків Доньяна. 26 червня, після свята Різдва Івана Хрестителя, кобил і нових лошат болотних коней традиційно заганяють у загони, рахують і оглядають.

## Інші цікаві місця

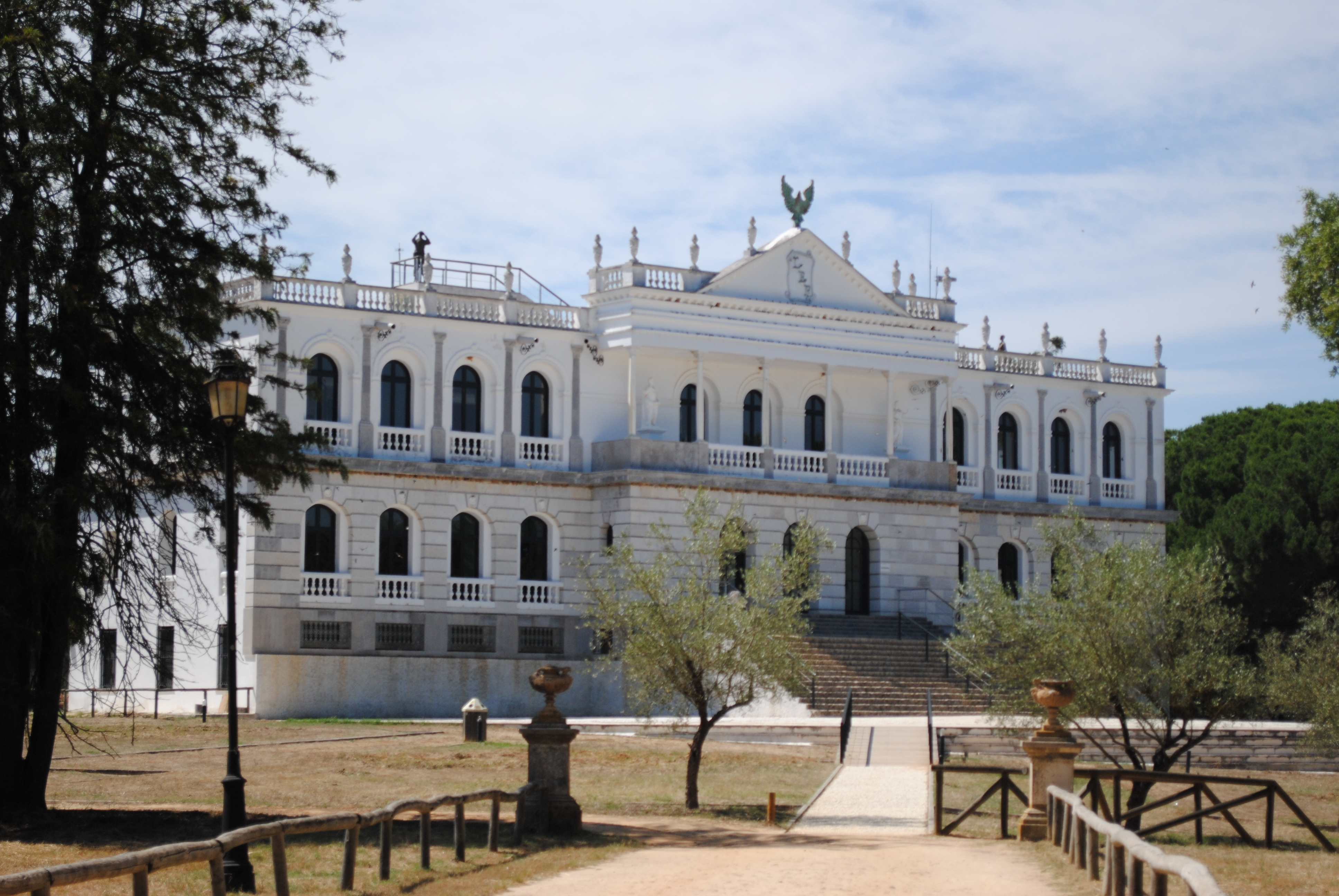
Палац Асеброн

- Палац Асеброн. Він був побудований в 1960-х роках Луїсом Еспіносою Фондевілья як резиденція і мисливський будиночок, а в даний час служить центром відвідувачів парку.
- Маталасканьяс Дюна-парк і Музей морського світу. Центр відвідувачів Асебуче, розташованому в старовинному фермерському будинку, є відправною точкою для відвідування парку. Там є стежки і точки спостереження птахів на озері з однойменною назвою.
- Центр відвідувачів «Крижаний Будинок». Розташований в Санлукар-де-Баррамеде у моряцькому барріо (районі) Бахо-де-Гіа, цей будинок для зберігання криги початку 20-го ст. був перепрофільований на центр прийому відвідувачів Національного парку Доньяна. Поруч з ним знаходиться причал для човна «Real Fernando», який піднімає відвідувачів вгору по річці Гвадалквівір до міста Ла Планча, де можна знайти болотні будиночки і з якого здійснюється доступ в Льянос де Веласкес (рівнина Веласкес) і Льянос-де-ла Планча (рівнина Ла Планча), де є місця спостереження за природою.
- Історичні території народів комарки.

## Гіпотези
Британська пошукова компанія Merlin Burrows аналізу даних із супутників Landsat 5 і Landsat 8, які також надають дані Google Earth, а також описи Платона заявила, що знайшла Атлантиду - втрачене місто знаходиться в Національному парку Доньяна. Виявлено нібито залишки веж і храмів з бетону, який був виготовлений від 10 до 12 тисяч років тому - ці споруди ідентифікують як залишки Атлантиди.

## Подальше читання
- Doñana, Spain's Wildlife Wilderness, Juan Antonio Fernández, Taplinger Publishing Company, New York, 1974, hardcover, 253 pages, ISBN 0-8008-8324-1
- Where to watch birds in Doñana[недоступне посилання з вересня 2019] by Jorge Garzón, Francisco Chiclana. (2006) Published by [Lynx Edicions] ISBN 978-84-96553-20-0
- Where to watch birds in Spain. The 100 best sites[недоступне посилання з липня 2019] by José Antonio Montero & SEO/BirdLife (2006). Published by Lynx Edicions, ISBN 978-84-96553-04-0